# Antoni Boys
Antoni Boys, ook Antoni de Boys of Anton Waiss genoemd (fl. eind 16e eeuw) was een kunstschilder uit de Nederlanden, die onder andere werkzaam was voor het huis Habsburg.
Hij was sinds 1572 vrijmeester van de Antwerpse Sint-Lucasgilde. Hij werd in 1579 aangesteld als hofschilder van aartshertog Ferdinand II en ontving tegelijkertijd 320 gulden voor een werk van hem. In 1580 ontving hij een wapenbrief. Hij wordt tweemaal vermeld in oorkondes als hofschilder te Innsbruck (1584 en 1586), waaruit we leren dat hij in 1584 de enorme som van 1060 gulden ontving wat wijst op een enorme bedrijvigheid van zijn kant. Hij zou zich onder andere hebben gewijd aan de beroemde Habsburgse portretgalerij van de aartshertog. Hij zou, nadat hij in 1587 met Barbara Geiger uit Innsburch was getrouwd, in 1589 met een schenking van 100 gulden een stichting voor armen oprichten. In 1589 wordt ook melding gemaakt van de fysieke achteruitgang van Antoni en dat er een nieuwe hofschilder moet worden gezocht.
Het is niet zeker of hij een verwant was van de in Zweden actieve Mechelse kunstenaar Willem Boy.

## Selectie van zijn werken

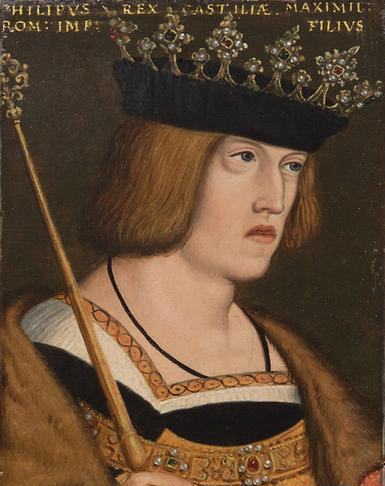
Portret van Filips de Schone.
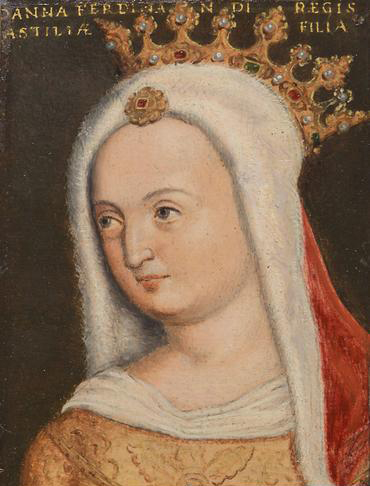
Portret van Johanna van Castilië.